# Pseudosheimia
Pseudosheimia – wymarły rodzaj owadów z rzędu Protorthoptera i rodziny Sheimiidae. W zapisie kopalnym znany z permu, z terenu Rosji.
Były to małe owady o ciele długości 4 mm. Ich głowa zaopatrzona była w cienkie czułki. Przedplecze było nieco zwężone ku tyłowi. Odnóża były krótkie. Przednie skrzydło miało 4,2 do 4,5 mm długości, prostą przednią krawędź i pole kostalne nie węższe od pola subkostalnego. Jego Użyłkowanie cechowały m.in.: sięgająca co najmniej połowy długości skrzydła żyłka subkostalna, zakrzywiona ku tylnej krawędzi skrzydła przednia żyłka kubitalna oraz sektor radialny zespolony z przednią, a niekiedy także tylną żyłką medialną. Tylne skrzydło miało od 3,5 do 4 mm długości. Odwłok zaopatrzony był w długie i smukłe przysadki odwłokowe.
Rodzaj i gatunek typowy opisane zostały w 2004 roku przez Aristowa. Kolejne dwa gatunki opisali w 2008 Aristow i Rasnicyn, którzy umieścili ten rodzaj w podrodzinie Sheimiinae, w obrębie rodziny Permembiidae, zaliczanej do Miomoptera. Dimitrij Szczerbakow w 2015 roku wyniósł Sheimiinae do rangi osobnej rodziny i umieścił ją w rzędzie Protorthoptera, a jeden z gatunków opisanych w 2008 przeniósł do odrębnego rodzaju Magniscapa.
Do rodzaju tego zalicza się dwa gatunki:
- Pseudosheimia caudata Aristov, 2004 – jego skamieniałość odnaleziono w piętrze kunguru, w Czekardzie na terenie Kraju Permskiego w Rosji. Miał poprzeczne, szersze od głowy przedplecze, nieco wydłużone śródplecze i wydłużone zaplecze. Jego przednie skrzydła miały sektor radialny zespolony z przednią i tylną żyłką medialną[1].
- Pseudosheimia caudissima Aristov et Rasnitsyn, 2008 – jego skamieniałość odnaleziono w piętrze kazanu, na terenie rosyjskiego obwodu archangielskiego. Miał przedplecze podobnych rozmiarów co głowa, śródplecze tak szerokie jak długie, a zaplecze poprzeczne. Jego przednie skrzydła miały sektor radialny zespolony z przednią, ale nie z tylną żyłką medialną[2].